# Operação Diamante

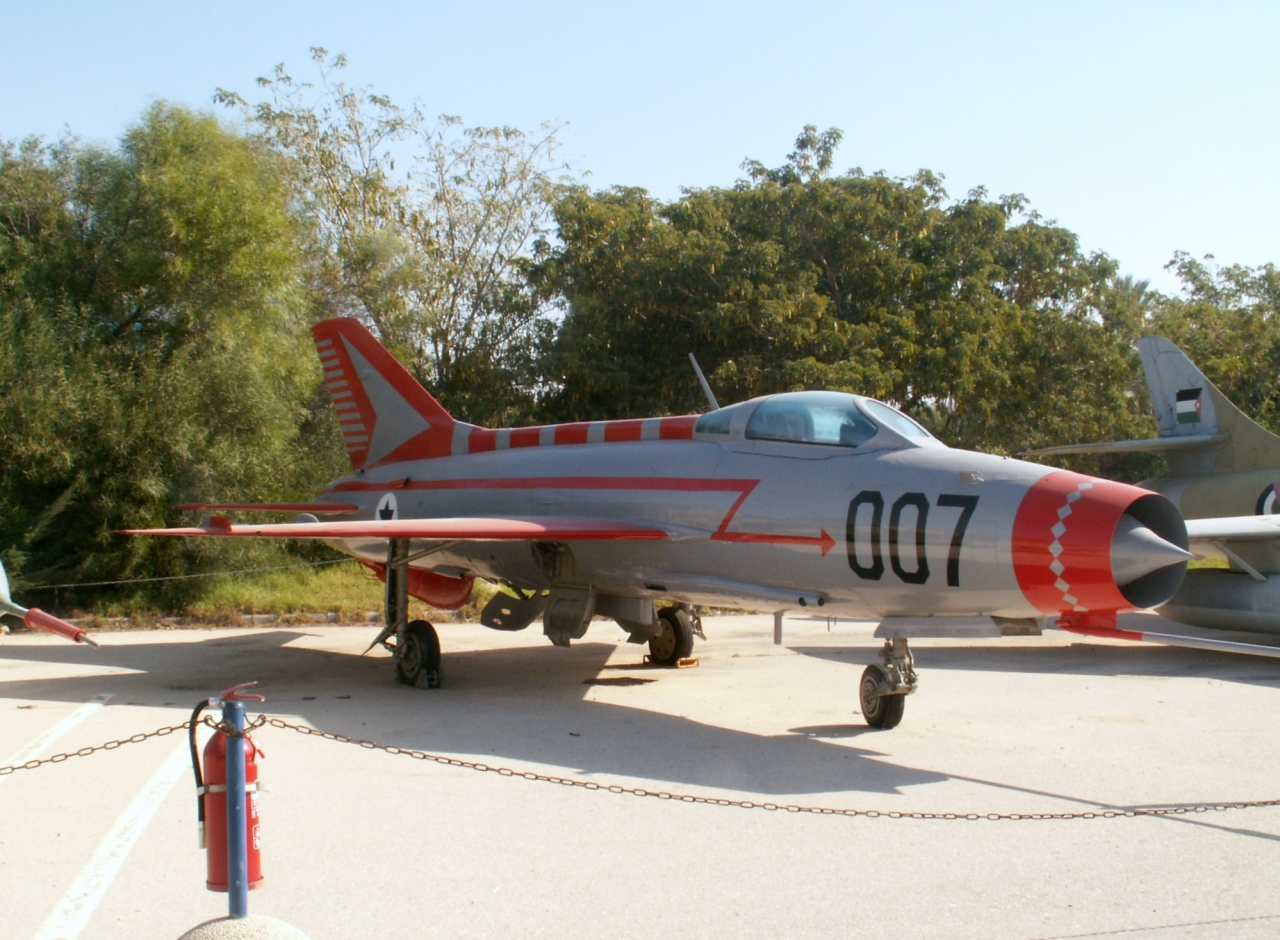
O Mig-21 capturado pelos israelenses exposto atualmente no museu da base aérea de Hatzerim.

A Operação Diamante (em hebraico:  מִבְצָע יַהֲלוֹם, Mivtza Yahalom) foi uma operação feita pelo Mossad, o serviço de inteligência de Israel. O objetivo era capturar um caça Mikoyan-Gurevich MiG-21 (de fabricação soviética), que na época era a aeronave mais avançada do arsenal soviético disponível.
A operação começou em meados de 1963 e terminou em agosto de 1966, quando um MiG-21 da força aérea iraquiana, pilotado por um desertor de origem assírio chamado Munir Redfa, pousou numa base de Israel. Os americanos e israelenses estudaram esta aeronave, entendendo como funcionava, sua funcionalidade, fraquezas e forças. Os dados apurados foram fundamentais para auxiliar a força aérea de Israel a garantir a superioridade aérea sobre os árabes durante a Guerra dos Seis Dias.